# Julius Bab
Pour les articles homonymes, voir Bab.
Julius Bab, né le 11 décembre 1880 à Berlin et mort le 12 février 1955 à Roslyn Heights, État de New-York, est un dramaturge et critique théâtral allemand. Cofondateur de l'Union culturelle des juifs allemands (Kulturbunds Deutscher Juden), il doit fuir l'Allemagne nazie en 1939 et émigrer d'abord en France, puis aux États-Unis.